# Ектор Селая
Ектор Селая (ісп. Héctor Zelaya, нар. 12 липня 1957, Тринідад) — гондураський футболіст, що грав на позиції півзахисника за клуб «Мотагуа» та національну збірну Гондурасу.

## Клубна кар'єра
У дорослому футболі дебютував 1976 року виступами за команду «Мотагуа», в якій провів шість сезонів. 
1982 року, після успішного виступу на тогорічному чемпіонаті світу, уклав контракт з іспанським друголіговим «Депортіво» (Ла-Корунья).
Утім заграти в Іспанії гравцеві не судилося — він отримав важку травму коліна, через яку був змушений повернутися на батьківщину, де намагався відновити кар'єру у рідному «Мотагуа». Однак уже 1983 року 24-річному футболісту довелося ухвалити рішення про завершення виступів на футбольному полі.

## Виступи за збірні
1977 року залучався до складу молодіжної збірної Гондурасу. Був у її складі учасником першого молодіжного чемпіонату світу.
Згодом грав за національну збірну Гондурасу. У її складі був учасником чемпіонату світу 1982 року в Іспанії, де взяв участь в усіх трьох матчах першого групового етапу та став автором першого гола своєї команди на турнірі, завдяки якому центральноамериканці сенсаційно розділили очки у грі проти господарів турніру (нічия 1:1). Оскільки це був дебют гондурасців на світових першостях, то гол Селаї у ворота іспанців став історичним першим для збірної його країни у фінальних частинах чемпіонатів світу.

## Титули і досягнення
- Переможець Чемпіонату націй КОНКАКАФ: 1981